# 책벌레의 하극상
《책벌레의 하극상》(일본어: 本好きの下剋上)은 카즈키 미야가 쓰고, 시이나 유우가 삽화를 담당한 일본의 판타지 소설이다. 일본에서 TO북스에서 서적판으로 출간 중이며 2017년에 완결되었다. 2013년 9월부터 2017년 3월 12일 677화까지 일본의 소설 투고 사이트 《소설가가 되자》에 연재가 되었다.

## 시놉시스
현대 일본에 사는 모토스 우라노는, 염원인 도서관에의 취직이 정해진 날에 죽는다. 더 많은 책을 읽고 싶었던 그런 미련을 품었던 모토스 우라노는 정신을 차리고 보니 이세계의 마인으로서의 몸을 갖고 있었다. 이야기의 주된 무대가 되는 것은, 마법의 힘을 가진 귀족에게 지배당하는 중세풍의 이세계의 도시, 엄격한 신분제도 속에서 현대 일본의 지식을 가진 소녀 마인이 책을 얻기 위해 출세한다.

### 제1부
1부에서는 평민의 딸 마인이 소꿉친구 소년 루츠와 종이를 발명한 뒤 신관장 페르디난드를 만나 무당 견습이 되기까지 이야기한다.
마인은 세상에서 의식을 차리고 나서 가장 좋아하는 책을 찾지만 종이가 없고 양피지로 만든 책도 값비싸다는 것을 알고 책 만들기에 뜻을 둔다.마인은 병약하고 가족도 가난해 종이를 만들기 위한 재료 모으기에도 불편하지만 현대지식을 살려 신변을 개선하면서 루츠와 친해진다.마인은 상인에 뜻을 둔 룻츠를 돕기 위해 룻츠와 공동으로 식물지를 개발할 것을 대상인 벤노에게 제안한다.벤노는 평민에 가까운 몸매와 연령에 걸맞지 않은 지식을 가진 마인에게 특이성을 찾아내 마인과 루츠의 공방에 출자해, 상인 견습으로서 교육한다.이후 벤노는 두 사람을 위해 육친으로 남는다.
종이는 완성됐지만 마인은 자신이 몸먹기라고 불리는 불치병임을 알게 된다.식음은 몸에 마력이 한계를 넘어 축적되는 증상으로, 대부분은 단명으로 죽고 살아남기 위해 마력을 필요로 하는 귀족들에게 복종을 강요당한다.마인은 세례식에서 신전과 한바탕 싸움을 벌인 후 높은 마력을 평가받아 마력을 방출할 수 있는 신전의 무당이 된다.1부 끝에는 신전장이 마인의 신병을 넘겨줄 수 있을 것 같지만 마인의 가족이 목숨을 걸고 항의해 자유로운 신변을 보장받는다.

### 제2부
2부에서는 신관장 페르디난드의 비호를 받으며 신전에서 귀족처럼 대접받는 마인이 인쇄기술을 개발해 책 만드는 집단 구텐베르크를 결성한 것과 사랑하는 가족을 음모로부터 지키기 위해 절연하고 영주의 양녀가 된 사실을 전한다.
마인이 들어간 신전은 귀족의 핏줄인 청색신관 / 무당과 고아 출신으로 청색을 섬기는 회색신관 / 무당에 의한 신분사회였다.평민으로 청색 무녀 견습이 된 마인은 신전 내부나 귀족들로부터 적의를 받지만, 마인의 능력을 인정하는 신관장 페르디난드의 옹호도 받고 있다.마인은 공방장으로서 인쇄기술을 확립하기 위해 움직였고, 또한 높은 마력을 여럿에게 보여주었으며, 그 능력과 지식을 독점하려고 마인을 납치하는 계획도 있었다.
페르디난드는 마인의 몸을 걱정해 귀족 입양을 알선한다. 그러나 전생에 어머니와의 옅은 관계를 뉘우쳤기에 이번 생의 가족을 소중하게 여긴 마인에게 입양은 받아들이기 어려운 선택이었다.마인 주위의 어른들은 마인을 지키기 위해 협력하지만 막지 못하고 귀족의 해의는 가족에게도 돌려진다.두 번째 편에서는 인쇄기술의 혁신성을 이해한 영주 질베스터가 마인에게 위조된 신분을 준 후 자신의 양녀로 삼음으로써 마인과 그 가족의 안전을 보호한다.그 때문에 마인은 사랑하는 가족과의 절연을 피할 수 없게 된다.

### 제3부
3부에서 마인은 귀족으로서의 가짜 신분과 로제 마인의 이름을 부여받아 영주의 양녀가 된다.신전장을 맡아 인쇄업이나 레스토랑을 경영하는 한편 영주 가족과의 만남이나 문제에 맞서 간다.또 허약체질을 고칠 수 있는 마법약 유레베를 알아보고 소재를 찾아 모험을 떠난다.마지막에는 음모로 목숨을 잃고 2년 동안 잠자리에 들기까지 한다.
페르디난드의 진찰을 통해 어린 나이에 마인이 한번 죽었다는 것이 밝혀지고 그로 인한 마력 덩어리를 치료하기 위해 특수한 마법약 유레베가 필요하다고 알려지게 된다.소재를 채취하는 한편, 신전장으로서 일을 하는 것도 전신전장이 남긴 문제와 마주 본다.오빠 빌프리트에게 얽혀 하루를 교체할 것을 제안하며 빌프리트는 로제마인이 신전장, 고아원장, 공방장의 일을 태연하게 해내는 것에 놀라고, 로제마인은 빌프리트가 상당히 응석을 받아 온 것에 놀라고, 그것을 개선시키려고 기를 쓴다.
겨울이 되어 귀족의 아이들이 모이는 아이 방에서 성경을 씹어 삼킨 내용의 그림책이나 카르타의 반응은 고급으로 구입하는 귀족이 있는 가운데, 구입할 수 없는 귀족에게는 로제마인이 모르는 이야기를 제공함으로써 대출받는 것에 기뻐하는 아이가 있던 것에 안도한다.봄이 되어 전 신전장의 조카딸이자 영주의 누나 게오르기네의 내방으로 영주 부부에게 긴장이 풀리는데도 문제는 일어나지 않고 지나간다.가을의 소재 채취에서 다무엘에게 가르친 마력 압축이 에렌페스트에 필요하다고 영주의 입에서 말하고, 마법약의 제작을 우선하는 조건으로 교수하면, 어른에게도 유효하다고 보증된다.동생 샤를롯테와 차를 마시다 말고 뛰어든 빌프리트에게 중단돼 한바탕 소동이 벌어진다.

### 제4부
제4부에서는 귀족원에 진학한 로제마인이 도서관의 마술구를 재생해 도서위원을 자칭한 것, 파벌의 대립을 넘어 영지의 학생들을 협력시켜 적대 파벌의 아이들에게 신용을 얻은 것, 다른 영지의 귀족이나 왕족과 교류를 가진 것, 또 왕의 권력의 원천인 성전 그루트리스하이트가 없어지고 있어 새로운 정치분쟁이 일어날 수 있는 점과 영지간의 대립이 일어날 수 있다.페르디난드는 로제마인과의 가족으로 끈끈한 유대 관계를 유지했지만, 4부 결말에 대립하는 영지인 아렌스바흐에게 사위를 넣으라는 왕명이 떨어지면서 서로 헤어지게 된다.
독약을 먹고 깨어나지 못한 2년간 성장한 형 빌프리트와 여동생 샤를로테에게 당혹감을 느끼면서도 귀족원에 입원하기 위한 교육이 이루어지고, 무사히 입원해도 왕족이나 타령의 영주 후보생에게 비아냥거림을 듣게 된다.도서관에 빨리 가고 싶은 로제마인에게 빌프리트의 제안으로 첫날의 강의에서 전원 합격을 목표로 하게 된 신1학년. 노력한 보람도 있어 첫날 전원 합격을 따내고 도서관에 들어간 로제마인은 기쁜 나머지 많은 축복을 뿌리며 왕족 전용의 마도구 슈바르츠와 바이스의 주인이 되지만, 왕족으로부터 빼앗았다고 트집을 잡혀 타령과 문제를 일으키고 만다.귀환명령이 내려져 에렌페스트로 돌아오는 로제마인을 기다리고 있던 것은 양부와 페르디난드의 설교와 심문이었다.
다시 신전으로 돌아와 신전장 노릇을 하고 인쇄 작업을 본격적으로 하기 위해 여러 가지를 오틸리에와 상의한다.귀족원으로 돌아와 왕족과 타령과의 다과회를 가진 후 1년째가 끝나고 로제마인식 마력압축 강좌를 마치고 기원식을 각지에서 행하던 중, 성전대로 행함으로써 지금보다 더 효과를 발휘하는 것이 판명된다.2년차 귀족원에서도 로제마인은 슈타프를 신기로 변화시키고 회복약 조제와 우수한 성적을 거둬 지난해와 마찬가지로 첫날 전원 합격의 쾌거를 이룩한다.마석 채취 도중, 마수의 습격을 받아 퇴치할 상채 채취 장소가 거칠어졌다는 것을 깨닫고 재생의식을 행한 로제 마인에게 귀환 명령이 내려진다.양아버지로부터 기원식에서 행한 의식이 성전과 어떻게 다른지 알아보라는 명령을 받고 채취 장소에서 행한 것을 듣기 위해 호출되어 성전의 문제로까지 비화된다.왕명으로 페르디난드가 아렌스바흐의 디트린데에게 시집가도록 내려져 에렌페스트 안은 곤혹스럽다.그러던 중 에렌페스트 신전에서 로제마인과 페르디난드를 원망하는 귀족 일파에 의해 성전을 훔쳐내고 만다.

### 제5부
5부에서는 페르디난드가 사라진 상태에서 분투하는 로제마인의 모습이 나온다.
숙청이 앞당겨져 귀족원에서는 옛 베로니카파 자녀들이 이름 바치기를 강요당하게 된다.신들의 가호를 받는 실습에서 에렌페스트 학생이 다수 신들의 가호를 받음으로써 신사의 중요성이 재검토되게 된다.거기서 당켈베르거와 공동연구를 하게 되는데 레스티라우트와의 다툼이 벌어져 로제마인과 약혼을 걸고 당켈베르거와 혼수 디터를 하게 된다.졸업시의 봉납무로 일어난 사고에 의해, 디트린데가 차기 첸트 후보라고 중앙 신전이 발표해 버린다.에렌페스트로 돌아온 로제마인을 기다리고 있던 것은 상위 영지로서의 지위나 입장을 따라갈 수 없는 영내의 귀족 어른들의 모습이었다.
왕족의 요청에 따라 귀족원 도서관의 오래된 자료를 뒤적이다가 로제마인이야말로 가장 차기 첸트에 가까운 존재임이 밝혀지고 지기스발트 왕자와의 약혼을 강요당한다.협상 끝에 1년 유예를 쟁취한 로제마인들은 그 사이에 영내 개혁을 추진해 인계를 마무리한다.4학년 귀족원에서 신사를 지낸 로제마인은 시작의 정원에서 만난 에어베르민의 부름을 받은 육성의 신 안박스의 힘으로 성장이 멈췄던 육체를 강제로 성장시킬 수 있다.이로 인해 로제마인은 본래의 연령에 걸맞은 모습으로 자라는 동시에 진정한 그루트리스 하이트를 받게 되는데, 이때 페르디난드가 소년 시절에 그루트리스 하이트를 얻어 진짜 첸트의 자격을 가지고 있으며, 위르겐슈미트의 초석을 채워 세계를 지키는 역할을 담당했다는 사실을 알게 된다. 하지만 부패한 왕족을 싫어하기 때문에 자신에게 반발만 하고 역할을 다하려 하지 않는 페르디난드에게 에어베르민은 초조해 하고 있으며, 그를 죽이고 네가 대신 그것을 하라고 명령해도 거절.에렌페스트로 돌아온 로제마인은 영내의 귀족들과 함께 아렌스바흐로부터의 침공에 대비한다.디드린데가 페르디난드에 독을 담은 뒤 란체나베와 짜고 중앙에 침공하고 동시에 게오르기네가 에렌페스트 침공을 개시했다는 사실을 안 로제마인은 페르디난드를 구출하기 위해 단케르펠가의 협조를 받아 아렌스바흐에 역침공을 가한다.이 아렌스바흐의 행동 뒤에는 위르겐슈미트 밖 세계에 있는 란체나베의 존재가 있었다.
란체나베와 짜고 있던 아렌스바흐를 타도하고 모든 싸움을 끝냈는데, 그 과정에서 아렌스바흐의 주춧돌을 물들여 아우브가 되고 말거나 여신 메스티오노라를 자신의 몸에 일시적으로 강림시키거나 위르겐슈미트의 주춧돌을 놓기 위해 신들에 의해 신체에 막대한 신력이 주입됨으로써 여신 메스티오노라의 화신으로 불린다.진정한 그리트리스 하이트를 소지하고 신력을 보유함으로써 왕족보다 상위권에 오른 로제마인은 더 이상 신들이 요구하는 역할을 할 수 없게 된 왕족을 경질함과 동시에 에글란틴을 새로운 첸토로 선출, 위르겐슈미트의 새 체제를 구축하였다. 하지만 사람의 몸으로는 잉태하는 신력에 장기간은 견딜 수 없고, 빨리 소비해 버리지 않으면 생명이 없다고 하는 위기에도 빠진다.페르디난드와 함께 이를 해결한 로제마인은 그와 약혼하고 아렌스바흐의 정식 아웃으로 취임했다.자신의 영지가 된 아렌스바흐를 알렉산드리아라고 개명하고 도서관 도시 건설에 매진. 또한 영지로 가족을 불러들이는 것으로 과거의 계약을 무효로 한 그녀는, 영주로서의 정무를 보는 한편, 방학때에는 가족이 있는 곳으로 가게 되어 마인이었던 시절의 날들도 되찾았다.